# Kovel
Kovel (Em ucraniano e em russo: Ковель,  em polonês: Kowel) é uma cidade situada no oeste da Ucrânia, no Oblast de Volínia. Tem 47,3 km² de área e sua população em 2020 foi estimada em 68.240 habitantes. Kovel é a estação final noroeste da ferrovia ucraniana. Essa é uma continuação da mesma linha construída em 1877 que liga Kovel com Lublin e Varsóvia na Polônia.
Parte da Lituânia a partir do século XIV, e depois parte da Polônia a partir de 1569. Foi a cidade real do Reino da Polônia, que pertenceu administrativamente à Voivodia da Volínia. Capturado pela Rússia na terceira partilha da Polônia em 1795. Novamente parte da Polônia após reconquistar a independência de 1919 a 1939.